# Orbeil
Orbeil település Franciaországban, Puy-de-Dôme megyében. Lakosainak száma 881 fő (2022. január 1.). Orbeil Brenat, Aulhat-Flat, Issoire, Parentignat, Saint-Babel, Saint-Yvoine és Yronde-et-Buron községekkel határos.

## Népesség
A település népességének változása:
| Lakosok száma | 863  | 850  | 865  | 841  | 843  | 843  | 859  | 870  | 881  |
|               | 2013 | 2015 | 2016 | 2017 | 2018 | 2019 | 2020 | 2021 | 2022 |